# او-۳۳۱
او-۳۳۱ (به آلمانی: U-331) یک او-بوت کریگسمارینه از نوع ۷سی بود.

## تاریخچه عملیاتی

### گشت دوم
در پی صدور فرمان پیشوا در روز ۱۷ سپتامبر سال ۱۹۴۱ مبنی بر اعزام او-بوت‌های کریگس‌مارینه به مدیترانه در جهت پشتیبانی از نیروهای ورماخت در شمال آفریقا و حمله به کشتیرانی تدارکاتی بریتانیا، او-۳۳۱ به فرماندهی ناوبان یکم فرایهر هانس-دیتریش فون تیزنهاوزن، شب ۲۹ سپتامبر از تنگه جبل‌الطارق گذشت. روز ۱۰ اکتبر سه دوبه بریتانیایی در حال بکسل شدن توسط یک یدک‌کش در نزدیکی ساحل خلیج السلوم شناسایی شدند. با توجه به آبخور کم‌عمق دوبه‌ها اصابت اژدر به آن‌ها تقریباً غیرممکن بود. از این رو او-۳۳۱ به روی سطح آمد و با توپ کالیبر ۸٫۸ سانتی‌متری خود به آن‌ها حمله برد. در اثر درگیری شدید بین دو طرف ناوچه آب‌خاکی تانک‌بر ال‌سی‌تی ۱۸ آسیب دید و طعمه حریق شد اما آتش پاسخ به او-۳۳۱ نیز صدمه زد و یکی از خدمه توپ را کشت و دیگری را زخمی کرد. به دستور فون تیزنهاوزن او-بوت عقب‌نشینی نمود و به زیر سطح رفت. او-۳۳۱ مجدداً به سطح آمد تا برای کشته نبرد تدفین در دریا صورت دهد. این او-بوت در نهایت وارد پایگاه دریایی آلمان در جزیره سالامیس در یونان شد.

## شناورهای غرق‌شده و آسیب‌دیده
| تاریخ         | نام       | تناژ | کشور     | سرنوشت   |
| ------------- | --------- | ---- | -------- | -------- |
| ۱۰ اکتبر ۱۹۴۱ | ال‌سی‌تی ۱۸ | ۳۷۲  | بریتانیا | آسیب‌دیده |